# Cay Sundström
Carl-Johan (Cay) Sundström, född 1 juli 1902 i Fredrikshamn, död 5 mars 1959 i Stockholm, var en finländsk politiker och diplomat. 
Sundström umgicks under mellankrigsdecennierna flitigt med sovjetiska diplomater och hade kontakter med den franska Clarté-rörelsen. Efter att ha blivit odontologie kandidat 1933, var  han var riksdagsman 1936–1938, 1939–1941 och 1944–1945. Han var en av de så kallade sexlingarna, vilket ledde till att han 1940 uteslöts ur socialdemokraterna och 1942 dömdes till sex års tukthus. Han frigavs 1944 och var 1944–1946 ordförande i Demokratiska förbundet för Finlands folk (DFFF) samt huvudredaktör för Vapaa Sana och Folktidningen. Han tillhörde under efterkrigstiden Socialistiska enhetspartiet och valdes till riksdagens vicetalman 1945. 
Efter kriget gjorde Sundström karriär som diplomat, först som sändebud i Moskva 1945–1953, och sidoackrediterad i Bukarest (1949–1953) och Sofia (1950–1953), därefter sändebud i Peking (ambassadör från 1955). Som diplomat i Sovjetunionen var han tämligen benägen att beakta värdlandets önskemål. Både Juho Kusti Paasikivi och Urho Kekkonen underkände småningom hans verksamhet och rapportering från Moskva, varefter han förflyttades till Peking. 
När de sovjetiska arkiven öppnades framkom det att Sundström helt villigt hade avslöjat Finlands interna regeringsdiskussioner och strategi inför förhandlingar med Sovjetunionen och vid den internationella fredskonferensen i Paris. Det har bland annat framgått att inrikesminister Yrjö Leino och Sundström i hemlighet hade fört statsminister Mauno Pekkala till ett möte med utrikesminister Vjatjeslav Molotov på sovjetiska beskickningen i Paris. Pekkala vägrade därefter hålla Finlands anförande vid konferensen, vilket i stället framfördes av utrikesminister Carl Enckell. 
Sundström hade i sin ungdom tagit intryck av den vänsterradikale Karl H. Wiik. Det har också blivit känt att det sovjetiska sändebudet i Helsingfors 1929–1932 Ivan Majskij påverkat honom i marxistisk riktning. Sundström utgav 1945 boken Romantikerns revolt (om Victor Hugo). Efter hans död framgick det att Sundström hade en omfattande samling antikviteter, som han testamenterat till staten. Vid en inventering 1990 visade den sig bestå av 700 föremål (silver, porslin, målningar och möbler). 